# Вонсош (гмина, Граевский повет)
Вонсош (пол. Wąsosz) — сельская гмина (волость) в Польше, входит как административная единица в Граевский повет, Подляское воеводство. Население 4062 человека (на 2004 год). Административный центр гмины — деревня Вонсош.

## Демография
| Перепись                       | Всего   | Всего | Женщины | Женщины | Мужчины | Мужчины |
| ------------------------------ | ------- | ----- | ------- | ------- | ------- | ------- |
| Единицы                        | человек | %     | человек | %       | человек | %       |
| Население                      | 4062    | 100   | 1986    | 48,9    | 2076    | 51,1    |
| Плотность населения (чел./км²) | 34,4    | 34,4  | 16,8    | 16,8    | 17,6    | 17,6    |

## Поселения
1. Багенице
2. Буково-Дуже
3. Яки
4. Кендзёрово
5. Комосево
6. Кудлачево
7. Лавск
8. Лемпице
9. Модзеле
10. Небжиды
11. Нецики
12. Сулево-Ковнаты
13. Сулево-Прусы
14. Шиманы
15. Вонсош
16. Залесе
17. Жебры
18. Колёня-Грудзь
19. Колёня-Лазы
20. Колёне-Лавск

## Соседние гмины
1. Гмина Грабово
2. Гмина Граево
3. Гмина Пшитулы
4. Гмина Радзилув
5. Гмина Щучин